# Аполець
Аполець (рос. Аполец) — присілок в Холмському районі Новгородської області Російської Федерації.
Населення становить 27 осіб. Входить до складу муніципального утворення Тогодське сільське поселення.

## Історія
Від 2004 року входить до складу муніципального утворення Тогодське сільське поселення.

## Населення
| 2010 |
| ---- |
| 27   |